# Catteville
Catteville település Franciaországban, Manche megyében. Lakosainak száma 103 fő (2022. január 1.). Catteville Saint-Sauveur-le-Vicomte, Doville, Neuville-en-Beaumont, Saint-Sauveur-de-Pierrepont és Taillepied községekkel határos.

## Népesség
A település népességének változása:
| Lakosok száma | 106  | 112  | 106  | 117  | 109  | 106  | 99   | 97   | 96   | 103  |
|               | 1968 | 1982 | 1990 | 2006 | 2013 | 2015 | 2017 | 2019 | 2020 | 2022 |